# Amesauro
Amesauro (en árabe: أمزاورو‎, en francés: Amzaourou) es una localidad marroquí perteneciente al municipio de Tensamán, en la región Oriental. Desde 1912 hasta 1956 perteneció a la zona norte del Protectorado español de Marruecos.